# Завичајни музеј Черевића
Завичајни музеј Черевића основан је 1980. године, са циљем да се кроз поставке представи историја места, његова културна баштина као и живот и рад знаменитих мештана.
Поставка у оквиру музеја представља развој Черевића кроз време, о чему сведоче листови изложених гласила и периодика, писама и других сведочанстава, а и експонати који су разврстани у посебне целине, као што су уметничка платна, скулптуре, рукописи, фотографије и друга грађа. Одвојено је представљена рукописна заоставштина песника Јована Грчића Миленка и легат вајара Јована Солдатовића.
Уз ову поставку изложена је, као посебна омања целина, збирка фосилне фауне и археолошке ископине са локалитета Черевић.